# Lycosa shansia
Lycosa shansia este o specie de păianjeni din genul Lycosa, familia Lycosidae. A fost descrisă pentru prima dată de Henry Roughton Hogg în anul 1912. Conform Catalogue of Life specia Lycosa shansia nu are subspecii cunoscute.